# 河源市田家炳实验中学
河源市田家炳实验中学（简称“田中”）是一所位于广东省河源市的高中。学校创办于1997年，坐落于新市区如意路，毗邻河源市火车站和新城车站，交通便利。占地面积43270平方米，总建筑面积39960平方米。
学校是一所由香港著名实业家、慈善家田家炳先生捐助资金400万元创办的市直属公立高级中学、广东省一级学校。正努力建设着“爱生 善教 敬业 求真”的教风和“尊师 勤奋 立志 感恩”的学风。

## 学校大事记[2]
1997年12月9日，河源市政府常务会议决定立项建设河源市田家炳实验中学。
1998年10月28日，河源市田家炳实验中学举行落成庆典，田家炳先生亲自到学校参加落成典礼。
2004年1月15日，河源市田家炳实验中学被评为河源市一级学校。
2005年，河源市政府采用土地置换的方式，将位于学校南边属于深圳市威华实业有限公司13407平方米的土地回收，并划给该学校作为增容扩建用地。
2007年10月29日，第五届八次河源市政府常务会议决定同意河源市田家炳实验中学建设学生宿舍、师生饭堂、校园网络等基础设施。
2010年3月4日，河源市政府决定收回校园北边6400平方米的商住用地，调整为学校的建设用地。
2012年1月，广东省教育厅根据河源市政府的提议，验收并批准了河源市田家炳实验中学成为广东省一级学校。

## 学校格言[3]
校训：团结 进取 务实 创新
教风：爱生 善教 敬业 求真
学风：尊师 勤奋 立志 感恩

## 校园设施
校园分为教学、生活和运动三个区域，其中生活区与教学及运动区分开，以人行天桥连接。
教学区有2栋教学楼，1栋行政楼和1栋在建综合实验楼（截止2016年夏季），共4栋主要建筑。截止2016年夏季，共设有46个教学班（高一年级14个，高二、高三年级16个），所有课室都安装有多媒体设备，其中高三年级课室置备有空调。生活区有二层食堂1座，在校职工宿舍1座，男生宿舍2座，女生宿舍2座，生活设施完善，住宿条件宽裕。运动区有200米塑胶跑道1条，体育器材室1间，篮球场4个，羽毛球场3个，排球场2个。
校园内绿化程度高，设施设备齐全，设有2间校内商店和1间校医室，可以满足学生大部分的在校需求。学校的教学区和运动区及生活区食堂等地区已经实现校内无线网络覆盖。

## 校歌[4]
希望的田中
——河源市田家炳实验中学校歌
集体 词
陈述刘 曲
桂山脚下，田泽慧广。
这是我们成长的地方。
团结勤奋，求实创新，让我们展开特色的翅膀！
与时俱进，众志成城，蒸蒸日上，新的形象。
啊！美丽的田中，田中！啊！希望的田中，田中！
让我们协力锻造国家的栋梁，国家的栋梁！
万绿湖畔，桃李芬芳。
这是我们理想的殿堂。
规范严谨，思辨进取，让我们荡起希望的双桨！
摇橹扬帆，同创辉煌，欣欣向荣，新的形象。
啊！美丽的田中，田中！啊！希望的田中，田中！
让我们共同托起明天的太阳，明天的太阳！